# Rawil Ischakowitsch Kaschapow
Rawil Ischakowitsch Kaschapow (russisch Равиль Исхакович Кашапов, engl. Transkription Ravil Kashapov; * 15. November 1956 in Krasnogorsk, Rajon Uwelsi, Oblast Tscheljabinsk) ist ein ehemaliger russischer Marathonläufer.
1987 wurde er sowjetischer Meister, Achter bei den Leichtathletik-Weltmeisterschaften in Rom und Neunter beim Fukuoka-Marathon. Im Jahr darauf gewann er den Europacup-Marathon, wurde Zehnter bei den Olympischen Spielen in Seoul und Dritter in Fukuoka. 1989 wurde er Vierter beim IAAF-Weltcup-Marathon und jeweils Zweiter beim Chicago-Marathon und in Fukuoka, und 1990 kam er bei den Leichtathletik-Europameisterschaften in Split auf den 20. Platz und wurde Vierter in Fukuoka.
In den 1990er Jahren wechselte er zum Ultramarathon. 1998 wurde er russischer Meister über 100 km, Fünfter beim Comrades Marathon und Dritter bei den 100-km-Straßenlauf-Weltmeisterschaften und siegte jeweils in der Altersklasse M40. Altersklassensieger in der Klasse M45 wurde er 2001 als Siebter bei den 100-km-Straßenlauf-Europameisterschaften und 2002 als Zwölfter bei den 100-km-Weltmeisterschaften und Neunter bei den 100-km-Europameisterschaften.
Rawil Kaschapow ist am Staatlichen Wolga-Institut für Körperkultur angestellt.

## Persönliche Bestzeiten
- 10.000 m: 27:56,75 min, 11. Juni 1988, Leningrad
- Marathon: 2:11:07 h, 16. April 1989, Mailand
- 100-km-Straßenlauf: 6:33:46 h, 5. April 1998, Moskau